# Cristian Brocchi
Cristian Brocchi (Milão, 30 de janeiro de 1976) é um treinador e ex-futebolista italiano que atuava como volante.

## Futebolista
Tendo jogado nas categorias de base do Milan, no início da carreira, ele foi emprestado ao Pro Sesto e ao Lumezzane. Em 1998, Brocchi foi contratado pelo Verona da Série B do campeonato italiano, ajudou o time a ir para a Série A, e depois de um ano foi para a Internazionale, em 2000. No verão de 2001, o Milan re-assinou contrato, em troca de Andrés Guglielminpietro, que foi para a rival Internazionale. No início da temporada 2008-09 ele foi negociado com Lazio por €2 milhões.
Em 10 de maio de 2013, após uma série de consultas com especialistas e tentativas variadas de terapia para fraturas e luxações nos dedos do pé direito, Brocchi e o staff médico da Lazio decidiram por encerrar a carreira do jogador.

### Seleção Italiana
Estreou na Seleção Italiana em um amistoso contra a Turquia em 15 de novembro de 2006. Essa foi a única participação do volante na Squadra Azzurra.

## Treinador
Iniciou a carreira de treinador em 2014, nas categorias de base do Milan. Após o clube demitir o sérvio Siniša Mihajlović da equipe principal, assumiu a função em 12 de abril de 2016 até o final da temporada.
Em 10 de julho de 2016 foi contratado pelo Brescia, que disputa a Série B.

## Outras atividades
Brocchi tinha outros interesses fora do futebol: ele abriu um café em Milão com o companheiro de time Christian Abbiati, e começou sua própria marca de roupas (Baci & Abbracci) com o amigo Christian Vieri e a modelo Alena Šeredová. A marca se tornou popular na Itália.